# Voyage de Paris à Java

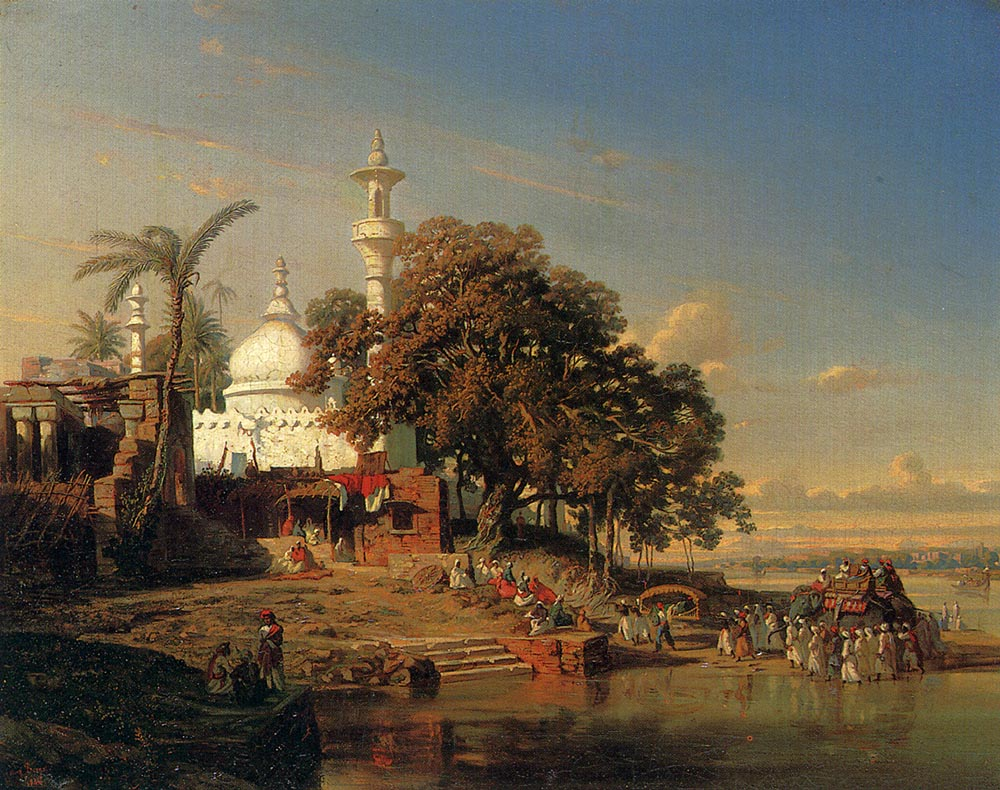
Une mosquée près de Calcutta, Auguste Borget (1846).

Voyage de Paris à Java est un récit de voyage imaginaire d'Honoré de Balzac, publié dans la Revue de Paris en 1832, sous la responsabilité d'Amédée Pichot, qui fit scandale par son caractère « licencieux ». Le texte amusait le rédacteur de la revue qui l'amputa tout de même de huit lignes ouvertement  « trop érotiques ». Il faudra attendre la publication en 1935-1940 de Marcel Bouteron pour que ce texte mineur soit rétabli dans son intégralité.
Il s'agit d'un voyage fictif que Balzac avait entendu raconter chez les Carraud, par un de leurs amis, Grand-Besançon, commissaire aux poudres, qui revenait précisément d'Orient. Il ne se rattache en rien à La Comédie humaine. Pas plus que le second récit de voyage imaginaire publié par Balzac en 1842 : La Chine et les Chinois.
Balzac satisfaisait au goût de l'époque pour l'Orient. Il aligne sans vergogne tous les clichés déjà répandus sur la beauté des femmes, les parfums des fleurs, le raffinement des Chinois.
Mais il n'est pas le seul à se lancer dans cette course à l'Orient. De nombreux écrivains du XIXe siècle ont écrit poèmes et romans avec l'Orient pour sujet, sans jamais y avoir mis les pieds. Ce qui ne l'empêche pas de conclure le Voyage à Java par une formule définitive : « Enfin, s'il est possible d'avoir été plus réellement à Java que je n'y suis allé, je défie tous les voyageurs, anciens et modernes, de s'y être amusé plus que moi, et de le connaître aussi bien, aussi mal que je le connais. Vrai ou faux, ces discours fantastiques m'ont inoculé toute la poésie indienne. »